# مقاطعة كوار
مقاطعة كوار (بالفارسية: شهرستان کوار) هي إحدى مقاطعات محافظة فارس في إيران. كان عدد سكان المقاطعة سنة 2006 حوالي 72,423 نسمة.